# 데이비스산맥토끼
데이비스산맥토끼(Sylvilagus robustus)는 토끼과에 속하는 포유류의 일종이다. 미국 남서부의 4개 산악 지역과 인접한 멕시코 지역에서 발견된다. 오랫동안 동부솜꼬리토끼의 아종으로 간주해 왔지만, 형태학적 분석을 통해 최근에는 별도의 종으로 승격하여 분류하고 있다. 이는 유전 정보를 통해 확인되었다. 데이비스산맥토끼(S. robustus)와 동부솜꼬리토끼(S. floridanus)의 아종은 주로 크기와 치아, 두개골에서 차이를 보인다. 전체 몸길이는 대략 평균적으로 42 cm, 몸무게는 1.3~1.8 kg 정도이다. 이 종들은 건조하고, 덤불이 덮힌 1,500m 이상의 산악 지대에 제한적으로 서식한다.